# Cryptopenaeus brevirostris
Cryptopenaeus brevirostris is een tienpotigensoort uit de familie van de Solenoceridae. De wetenschappelijke naam van de soort is voor het eerst geldig gepubliceerd in 1986 door Hayashi in Baba, Hayashi & Toriyama.